# Carlos Tatay
Carlos Tatay Vila (Alacuás, Valencia, España, 7 de mayo de 2003) es un piloto de automovilismo y ex piloto de motociclismo español. Fue campeón de la Red Bull MotoGP Rookies Cup y subcampeón del FIM CEV Moto3 Junior World Championship en 2019. En 2023 disputó el Campeonato de Europa de Moto2 y tuvo participación en el Campeonato del Mundo de Motociclismo de Moto2.
El 2 de julio de 2023, sufrió heridas graves en un accidente a 260 km/h en el circuito de Portimao, el golpe le provocó una lesión medular incompleta de la que ahora se recupera en silla de ruedas.

## Biografía
Carlos Tatay comenzó participando en algunas de las clasificaciones de la Shell Advance Asia Talent Cup en 2017.
Debutó en la Red Bull MotoGP Rookies Cup en 2018, en su primer fin de semana logró la pole position en Jerez y podios en ambas carreras incluyendo la victoria en la carrera dos de Jerez. Volvió a subir al podio en Aragón donde consiguió un tercer y segundo puesto en las dos carreras disputadas. Terminó su temporada debut en la quinta posición con 148 puntos.
En 2019, comenzó la temporada con un segundo puesto y una victoria en Jerez, a los que sumó la victoria en Mugello y en las dos carreras celebradas en Assen, además consiguió podios en las dos carreras celebradas en Sachsenring, un podio en el Red Bull Ring y un podio en la única carrera disputada en Misano, lo que le permitió consagrarse campeón a falta de una ronda para la culminación del campeonato.
Tatay debutó en el Campeonato Mundial de Moto3 corriendo como invitado en el Gran Premio de Cataluña. En su carrera debut, terminó en la 12.ª posición, consiguiendo 4 puntos para el campeonato. Volvió a correr como invitado en el Gran Premio de Aragón donde impresionó a propios y extraños al obtener la tercera posición en la parrilla de salida.
Después de la obtención de la Red Bull MotoGP Rookies Cup, su equipo en el FIM CEV Moto3 Junior World Championship, el Avintia Racing anunció el ascenso de Tatay a su equipo de Moto3 el Esponsorama Racing para las temporadas 2020 y 2021.
En el año 2020, compitiendo a tiempo completo para el equipo Avintia Esponsorama Racing como único piloto, Tatay obtuvo un total de 26 puntos, terminando 22.º en la clasificación.
Para la temporada 2021, esta vez acompañado por Niccolò Antonelli, terminó 21.º en la clasificación, con 40 puntos. Tatay no recibió un nuevo contrato por parte del equipo al término de la temporada.
Para 2022, firmó un contrato para competir en el CFMoto PrüstelGP, junto con Xavier Artigas. En el Gran Premio de Indonesia de 2022 consiguió su primera pole position y su primer podio en el Campeonato Mundial de Motociclismo al ser 3.º en la carrera. En el año obtuvo 87 puntos para terminar 15.º en la clasificación.
En 2023, compite para el equipo Pertamina Mandalika SAG Team en el campeonato FIM Moto2 European Championship, consiguiendo en el circuito de Jerez su primera victoria. También participó en el Gran Premio de Alemenia y el Gran Premio de los Países Bajos en Moto2 para el equipo American Racing.
El 2 de julio de 2023, participando en el FIM Moto2 European Championship, Tatay sufrió heridas graves en un accidente a alta velocidad en el circuito de Portimao, que lo mantiene alejado de las pistas por el resto de la temporada.

## Resultados

### European Talent Cup

#### Carreras por año
(Carreras en negrita indica pole position, carreras en cursiva indica vuelta rápida)
| Temp. | 1      | 2        | 3      | 4        | 5    | 6    | 7        | 8      | 9    | 10   | 11   | Pos. | Pts. |
| ----- | ------ | -------- | ------ | -------- | ---- | ---- | -------- | ------ | ---- | ---- | ---- | ---- | ---- |
| 2017  | ALB1   | ALB2     | CAT    | VAL1     | EST1 | EST2 | JER1 Ret | JER2 3 | ARA1 | ARA2 | VAL2 | 20.º | 16   |
| 2018  | EST1 5 | EST2 Ret | VAL1 5 | VAL2 Ret | CAT  | ARA1 | ARA2     | JER1   | JER2 | ALB  | VAL  | 23.º | 22   |

### Red Bull MotoGP Rookies Cup
(Carreras en negrita indica pole position, carreras en cursiva indica vuelta rápida)
| Temp. | 1     | 2     | 3     | 4     | 5       | 6     | 7     | 8      | 9     | 10    | 11    | 12    | Pos. | Pts. |
| ----- | ----- | ----- | ----- | ----- | ------- | ----- | ----- | ------ | ----- | ----- | ----- | ----- | ---- | ---- |
| 2018  | JER 2 | JER 1 | MUG 4 | ASS 8 | ASS Ret | SAC 9 | SAC 7 | RBR 6  | RBR 6 | MIS 6 | ARA 3 | ARA 2 | 5.º  | 148  |
| 2019  | JER 2 | JER 1 | MUG 1 | ASS 1 | ASS 1   | SAC 3 | SAC 2 | RBR 14 | RBR 2 | MIS 3 | ARA   | ARA   | 1.º  | 194  |

### FIM CEV Moto3 International Championship
(Carreras en negrita indica pole position, carreras en cursiva indica vuelta rápida)
| Temp. | 1     | 2       | 3      | 4     | 5      | 6       | 7      | 8       | 9     | 10     | 11      | 12      | Pos. | Pts. |
| ----- | ----- | ------- | ------ | ----- | ------ | ------- | ------ | ------- | ----- | ------ | ------- | ------- | ---- | ---- |
| 2018  | EST   | VAL     | VAL    | LMS   | CAT 14 | CAT DNS | ARA 20 | JER Ret | JER 7 | ALB 16 | VAL Ret | VAL Ret | 24.º | 11   |
| 2019  | EST 6 | VAL Ret | VAL 25 | LMS 6 | CAT 1  | CAT 4   | ARA 7  | JER 1   | JER 1 | ALB 3  | VAL 7   | VAL 1   | 2.º  | 167  |

### FIM Moto2 European Championship
(Carreras en negrita indica pole position, carreras en cursiva indica vuelta rápida)
| Temp. | Moto  | 1      | 2        | 3      | 4     | 5        | 6        | 7        | 8        | 9        | 10       | 11       | Pos | Pts |
| ----- | ----- | ------ | -------- | ------ | ----- | -------- | -------- | -------- | -------- | -------- | -------- | -------- | --- | --- |
| 2023  | Kalex | EST1 2 | EST2 Ret | VAL1 3 | JER 1 | POR1 Ret | POR2 INJ | BAR1 INJ | BAR2 INJ | ARA1 INJ | ARA2 INJ | VAL2 INJ | 9.º | 61  |

### Campeonato del Mundo de Motociclismo

#### Por temporada
| Temp. | Cat.  | Moto   | Equipo                     | N.º | Carreras | Victorias | Podios | Poles | V.Rap | Pts. | Pos. |
| ----- | ----- | ------ | -------------------------- | --- | -------- | --------- | ------ | ----- | ----- | ---- | ---- |
| 2019  | Moto3 | KTM    | Fundación Andreas Pérez 77 | 99  | 2        | 0         | 0      | 0     | 0     | 8    | 30.º |
| 2020  | Moto3 | KTM    | Reale Avintia Moto3        | 99  | 15       | 0         | 0      | 0     | 0     | 26   | 22.º |
| 2021  | Moto3 | KTM    | Avintia Esponsorama Moto3  | 99  | 16       | 0         | 0      | 0     | 0     | 40   | 21.º |
| 2022  | Moto3 | CFMoto | CFMoto Racing PrüstelGP    | 99  | 20       | 0         | 1      | 1     | 0     | 87   | 15.º |
| 2023  | Moto2 | Kalex  | American Racing            | 99  | 2        | 0         | 0      | 0     | 0     | 0    | 27.º |
| Total |       |        |                            |     | 55       | 0         | 1      | 1     | 0     | 161  |      |

- * Temporada en curso.

#### Carreras por año
(Carreras en negrita indica pole position, carreras en cursiva indica vuelta rápida)
| Año  | Cat.  | Moto   | 1       | 2       | 3      | 4      | 5       | 6       | 7      | 8      | 9       | 10      | 11     | 12     | 13      | 14      | 15     | 16      | 17     | 18     | 19      | 20     | Pos. | Pts. |
| ---- | ----- | ------ | ------- | ------- | ------ | ------ | ------- | ------- | ------ | ------ | ------- | ------- | ------ | ------ | ------- | ------- | ------ | ------- | ------ | ------ | ------- | ------ | ---- | ---- |
| 2019 | Moto3 | KTM    | QAT     | ARG     | AME    | SPA    | FRA     | ITA     | CAT 12 | NED    | GER     | CZE     | AUT    | GBR    | RSM     | ARA 12  | THA    | JPN     | AUS    | MAL    | VAL DNS |        | 30.º | 8    |
| 2020 | Moto3 | KTM    | QAT 21  | SPA Ret | AND 13 | CZE 18 | AUT 22  | EST 21  | RSM 15 | ERM 19 | CAT Ret | FRA 10  | ARA 12 | TER 17 | EUR 6   | VAL 21  | POR 14 |         |        |        |         |        | 22.º | 26   |
| 2021 | Moto3 | KTM    | QAT 12  | DOH 21  | POR 17 | SPA 6  | FRA Ret | ITA Ret | CAT    | GER    | NED     | EST DNS | AUT 16 | GBR 10 | ARA Ret | RSM 8   | AME 18 | ERM Ret | ALG 12 | VAL 8  |         |        | 21.º | 40   |
| 2022 | Moto3 | CFMoto | QAT Ret | INA 3   | ARG 8  | AME 8  | POR 6   | SPA Ret | FRA 6  | ITA 19 | CAT 6   | GER Ret | NED 14 | GBR 10 | AUT Ret | RSM Ret | ARA 9  | JPN Ret | THA 13 | AUS 12 | MAL Ret | VAL 13 | 15.º | 87   |
| 2023 | Moto2 | Kalex  | POR     | ARG     | AME    | SPA    | FRA     | ITA     | GER 19 | NED 17 | GBR     | AUT     | CAT    | RSM    | IND     | JPN     | INA    | AUS     | THA    | MAL    | QAT     | VAL    | 27.º | 0    |

- * Temporada en curso.